# 加色丁禮天主教阿瓦士總教區
加色丁禮天主阿瓦士總教區（拉丁語：Archieparchia Ahvasiensis Chaldaeorum）是伊朗一個東儀天主教（加色丁禮）總教區，直屬宗主教。是伊朗三個加色丁禮教區之一。
總教區成立於1966年1月13日。，包括北緯33度以南的地區。2009年有一個堂區、一名司鐸，30位教友。現任教區總主教為之位處於出缺狀態。